# غورام أدجوييف
غورام زاخاروفيتش أدزوييف ( الروسية: Гурам Захарович Аджоев؛ من مواليد 18 أكتوبر 1961) هو لاعب كرة قدم سوفيتي محترف متقاعد. وهو رئيس نادي ارسنال تولا لكرة القدم.

## مسيرة اللعب
بدأ مشواره الاحترافي في الدوري السوفييتي الأول عام 1980 مع نادي توربيدو كوتايسي.
ابنه، المسمى أيضًا جورام أدجوييف، هو الآن لاعب كرة قدم محترف أيضًا.

## الأوسمة
- وصيف الدوري السوفييتي الممتاز: 1984، 1985.
- الفائز بكأس الاتحاد السوفييتي: 1988.
- نهائي كأس أوكرانيا: 1992.

## مسابقات الأندية الأوروبية
- كأس الاتحاد الأوروبي 1982–83 مع نادي دينامو موسكو: مباراة واحدة.
- كأس الاتحاد الأوروبي 1984–85 مع نادي سبارتاك موسكو: 4 مباريات.
- كأس الاتحاد الأوروبي 1985–86 مع نادي سبارتاك موسكو: مباراة واحدة.
- كأس الاتحاد الأوروبي 1987–88 مع نادي دينامو تبليسي: 2 مباراة.
- كأس الكؤوس الأوروبية 1988–89 مع نادي ميتاليست خاركيف: 4 مباريات، هدف واحد.

## روابط خارجية
- Guram Adzhoyev at FootballFacts.ru (in Russian)
- Guram Adzhoyev at UAF and archived FFU page (in Ukrainian)